# Royal Orée Tennis Hockey Bridge
 (mai 2012).
Si vous disposez d'ouvrages ou d'articles de référence ou si vous connaissez des sites web de qualité traitant du thème abordé ici, merci de compléter l'article en donnant les références utiles à sa vérifiabilité et en les liant à la section « Notes et références ».
Maillots
Le Royal Orée est un club sportif situé à Bruxelles pratiquant le hockey sur gazon, le tennis et le padel.

## Historique
Le club de l’Orée voit le jour en 1928 sous l’impulsion d’anciens joueurs du White Star dont Louis Torné qui devient le premier président du club. En 1943, l’Orée se constitue en A.B.S.L. et devient « Royal ».
Durant la Seconde Guerre mondiale le club se voit dans l’obligation de vendre la propriété qui sera rachetée après la Guerre par des donateurs. En 1980, le club construit le premier terrain synthétique belge au Centre Sportif (Sportcity) de Woluwé-St-Pierre. Ce terrain est remplacé en 2011 par un synthétique « astro-mouillé ».

## Infrastructures
Le club de l’Orée compte dans ses infrastructures : un terrain synthétique (astro mouillé), un terrain (astro sablé) du centre sportif et un terrain (astro semi sablé) de l’École européenne de Woluwé, un club house avec bar, snack-restaurant, salles de séminaire, terrain de padel, mini-terrain multisports, salle de bridge, des vestiaires messieurs et dames, un parking. 